# الدوري الإستوني الممتاز لكرة السلة
الدوري الإستوني الممتاز لكرة السلة هو دوري كرة سلة للمحترفين في إستونيا تأسس في 1925 يلعب فيه 9 فرق. يعتبر فريق جامعة تارتو لكرة السلة هو الأكثر تتويجا باللقب.

## أبرز الفرق
- جامعة تارتو لكرة السلة

## وصلات خارجية
- الموقع الإلكتروني